# Mäktigaste segerhjälte
Mägtigaste segerhjälte är en psalmtext dikatad av Lars Thorstensson Nyberg.  Psalmen har 14 verser.
Melodin är densamma som till psalmen Hela världen fröjdes Herran.

## Publicerad i
- Sions Nya Sånger 1743 den första upplagan av denna sångbok.
- Sions sånger 1810 som nr 164 under rubriken "Bönesång".
- Psalmisten 1922 verserna 1, 12 och 14.
- Kyrklig sång 1927 med verserna 1, 2, 4 samt en tilldiktad vers.